# San Bartolo Coyotepec
San Bartolo Coyotepec è un comune del Messico, situato nello stato di Oaxaca.